# Nikki Bella
Stephanie Nicole Garcia-Colace (* 21. November 1983 in San Diego, Kalifornien), besser bekannt als Nikki Bella, ist ein US-amerikanisches Model, Schauspielerin und Wrestlerin. Zusammen mit ihrer Zwillingsschwester Brie Bella tritt sie in einem Tag-Team als The Bella Twins auf. Sie ist aber auch eine erfolgreiche Einzelwrestlerin. So gewann sie zweimal den WWE Divas Championship. Ihre zweite Regentschaft war die längste in der Geschichte des Titels.

## Privatleben
Nikki Bella kam 16 Minuten vor ihrer Zwillingsschwester Brianna (Brie) auf die Welt. Sie wuchsen bei ihren Eltern Jon Garcia und Kathy Colace auf einer Farm in Scottsdale, Arizona auf. Ihre Schulzeit verbrachten sie bis zur dritten Klasse zusammen, danach ließ die Mutter die beiden trennen. Ihren Abschluss machten sie beide an der Chapparal High School 2002. Beide spielten Fußball für Scottsdale. Sie begannen nach dem Abschluss am Grossmont College zu studieren. Nikki spielte für ihr Collegeteam Fußball. Jedoch brachen beide ihr Studium ab und jobbten zunächst als Bedienung im Mondrian Hotel in Los Angeles, während sie einen Manager suchten. Sie ist seit November 2019 mit Artem Chigvintsev, ihrem Dancing-with-the-Stars-Tanzpartner, verlobt. Ihr gemeinsamer Sohn Matteo Artemovich Chigvintsev wurde am 31. Juli 2020 geboren. Im Jahr 2024 ließen sie sich scheiden.

## Wrestling-Karriere
Nach einem erfolglosen Versuch bei der WWE Diva Search erhielten beide 2007 einen Vertrag bei Florida Championship Wrestling, die damals als Talentschmiede für den Marktführer World Wrestling Entertainment gedacht war. Trainiert wurden beide von Tom Prichard und später von Natalya Neidhart.
2008 gelang ihnen schließlich der Sprung zum Marktführer. Sie kamen zu WWE Smackdown. Zunächst wurde ihre Zwillingsschwester Brie Bella eingeführt und Nikki trat immer nur auf, als Brie unter den Ring flüchtete. So wechselten die beiden die Rollen und Nikki durfte den Kampf für ihre Schwester gewinnen. Später bildeten die beiden ein erfolgreiches Tag-Team Names The Bella Twins. 2009 kam es zum Storyline-Bruch der beiden. Nikki durfte ihre Schwester im ersten Match gegeneinander besiegen.
2009 wurden beide zu WWE Raw und etwas später zur ECW und wieder zurück gedraftet, wo sie weiter als Tag-Team antraten. Brie Bella war dann die erste der beiden Schwestern, die den WWE Diva Championship gewinnen durfte. Am 23. April 2012 durfte Nikki bei einer Raw-Show erstmals einen Einzeltitel gewinnen, Sie besiegte Beth Phoenix in einem sogenannten Lumberjill-Match, verlor den Titel jedoch sechs Tage später wieder gegen Layla beim Pay-Per-View Extreme Rules. Zwischen 2012 und 2013 traten die beiden bei einigen Independent-Shows an, nachdem sie kurzzeitig die WWE verlassen hatten.
2013 kehrten sie als Tag-Team zur WWE zurück. Im Juni 2013 zog sich Nikki einen Schienbeinbruch zu. Anschließend waren die beiden Stars der Reality-TV-Serie Total Divas.

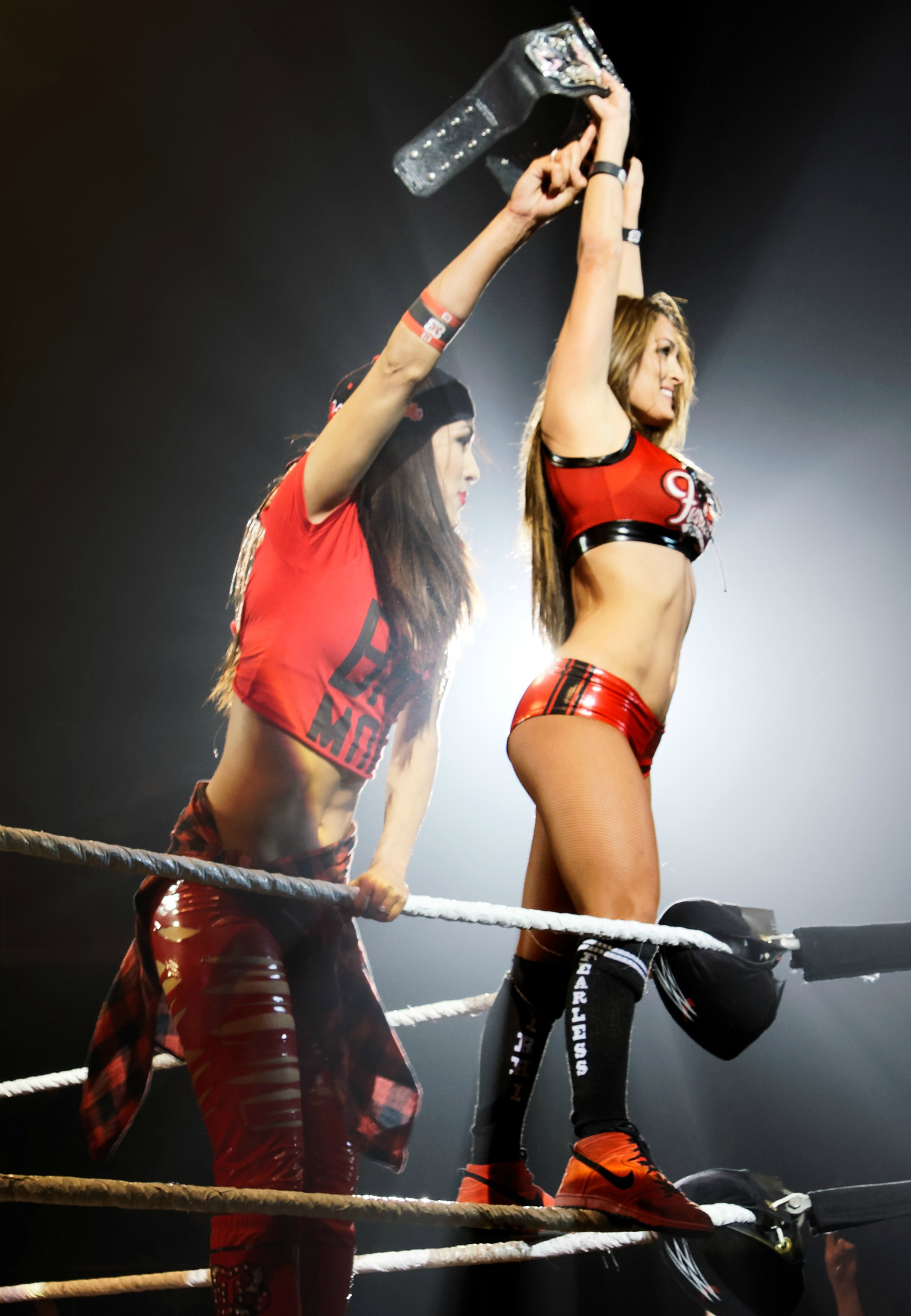
The Bella Twins (2015)

Bei der Survivor Series 2014 gewann Nikki Bella dann zum zweiten Mal den WWE Diva Championship, diesmal von AJ Lee, der langjährigen Konkurrentin der beiden. Sie durfte den Titel für 301 Tage halten, was sie zur längsten Titelträgerin in der Geschichte des heute eingestellten Titels machte.
Kurz darauf verletzte sich Nikki Bella am Genick und war für zehn Monate nicht mehr im Ring zu sehen. Sie musste operiert werden, hatte aber einen Auftritt am 21. Dezember 2015 bei den Slammy Awards, bei der sie einen Preis als „Diva des Jahres“ verliehen bekam.
2016 hatte sie einen kleinen Cameo, nachdem ihre Schwester bei WrestleMania 32 ein Match gewinnen durfte. Langsam konnte sie sich von ihrer realen Verletzung erholen und trat beim SummerSlam 2016 wieder in den Ring. Sie trat vor allem als Einzelwrestlerin an, ohne jedoch einen Titel gewinnen zu dürfen. Bei WrestleMania 33 trat sie zusammen mit ihrem Freund John Cena gegen Maryse und The Miz an. Nach dem Match machte John Cena ihr vor laufenden Kameras einen Heiratsantrag, den sie akzeptierte. Am 15. April 2018 verkündete sie jedoch die Trennung von Cena. Am 4. April 2017 gab sie auf ihrem Instagram-Account ihren vorläufigen Rücktritt vom Wrestling bekannt.
Nikki trat beim Royal Rumble Match der Frauen an. Sie war unter den letzten vier. Am 3. September traten die Bella Twins zum ersten Mal seit drei Jahren in einem Tag-Team-Match an und besiegten den Riott Squad.
Am 6. April 2021 wurde sie in die Hall of Fame eingeführt.
Im März 2023 verkündete sie gemeinsam mit ihrer Zwillingsschwester Brie Bella, dass sie ihre Verträge bei der WWE auslaufen haben lassen und somit die WWE verlassen. Seitdem trägt Nikki Bella wieder ihren bürgerlichen Nachnamen Garcia.

## Filmografie
- 2013–19: Total Divas
- 2014: Confessions of a Womanizer
- 2014: Psych
- seit 2016: Total Bellas
- 2017: Dancing with the Stars
- 2018: Miz & Mrs.

## Titel und Auszeichnungen

### Titel
- 2× WWE Divas Champion[15]

### Auszeichnungen
- 2014: Guinness World Records Längste WWE Divas Championship Regentschaft mit 301 Tagen

- 2015: Platz 1 der Top 50 Wrestler im PWI Female 50

- 2016: Teen Choice Awards Auszeichnung in der Kategorie Choice Female Athlete[16] mit Brie Bella

- 2021: Aufnahme in die WWE Hall of Fame als Mitglied der Bella Twins